# Alexander Petrowitsch Tscharuschnikow

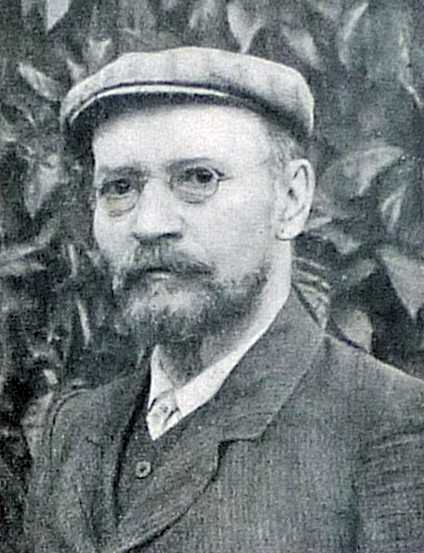
Alexander Petrowitsch Tscharuschnikow

Alexander Petrowitsch Tscharuschnikow (russisch Александр Петрович Чарушников; * 28. Augustjul. / 9. September 1852greg. in Glasow; † 5. Maijul. / 18. Mai 1913greg. in Moskau) war ein russischer Verleger.

## Leben
Tscharuschnikows Vater Pjotr Jelissejewitsch Tscharuschnikow stammte aus einer Bauernfamilie und wurde Kaufmann der 2. Gilde in Glasow. Tscharuschnikow besuchte die Ujesd-Schule und arbeitete dann im Kontor des Hüttenwerks Omutinskoje. 1873–1874 arbeitete er in Nischni Nowgorod, wo er sich einem Intelligenzija-Kreis anschloss. Er ging dann nach St. Petersburg und arbeitete im Kontor des Kaufmanns Kokorew. Er kam in Kontakt mit Aktivisten der sozialrevolutionären Geheimgesellschaft Narodnaja Wolja. Im April 1879 wurde er verhaftet und nach Glasow verbannt. Dort befreundete er sich mit den Brüdern Wladimir und Illarion Korolenko, die 1879 wegen revolutionärer Aktivitäten vom Studium ausgeschlossen worden waren und in Glasow im Haus des Vaters von Michail Iwanowitsch Schuljatikow lebten. Im Dezember 1881 kehrte er nach St. Petersburg zurück und arbeitete in der Nordversicherungsgesellschaft als Assistent des Flussversicherungsinspektors.
Ende 1897 gründete Tscharuschnikow zusammen mit S. Dorowatowski in Moskau einen Verlag mit Filiale in St. Petersburg, um die Werke Maxim Gorkis herauszugeben, für die sich im damaligen Russland kein Verleger fand. In der Folge wurden erstmals die Bücher von Wladimir Germanowitsch Bogoras, Jewgeni Nikolajewitsch Tschirikow, Anna Alexandrowna Kirpischtschikowa, A. Pogorelow und Nikolai Iwanowitsch Timkowski herausgegeben. Nach Tscharuschnikows Tod wurde entsprechend seinem Testament der Verlag geschlossen, und die verbliebene Literatur wurde der Städtischen Moskauer Schanjawski-Volksuniversität übergeben.
Tscharuschnikow wurde auf dem Wagankowoer Friedhof neben seinem Neffen  Wladimir Michailowitsch Schuljatikow begraben.
Eine Nichte Tscharuschnikows war die Revolutionärin Anna Michailowna Rasputina.